# Sliwa bar Yuhanna
Sliwa bar Yuhanna (Mosul, 1315 – ...) è stato uno storico, scrittore e presbitero siro (di lingua araba), appartenente alla Chiesa d'Oriente.

## Biografia
Sliwa nacque a Mosul nel 1315; era figlio di un sacerdote nestoriano e lui stesso fu ordinato prete nella Chiesa d'Oriente. Ad un certo punto abbandonò la sua terra natale per recarsi a Famagosta, sull'isola di Cipro, dove viveva una ingente comunità di cristiani nestoriani, fuggiti dalle persecuzioni degli ultimi regnanti dell'Ilkhanato. All'epoca Cipro era sotto la dominazione latina; l'opera di Sliwa aveva uno scopo apologetico nei confronti delle pressioni della Chiesa cattolica atte a convertire i nestoriani.

## Opera
Sliwa bar Yuhanna è autore di un'opera scritta in arabo e nota con il titolo di Libro dei misteri (in arabo: Asfâr al-Asrâr) o di Libro delle cronache (in arabo: Kitab al-Tawârikh). Organizzata in cinque parti, è di fatto una raccolta di cronache storiche più antiche, soprattutto ecclesiastiche:
- Il capitolo quinto del Libro della Torre di Mari ibn Sulayman, scrittore nestoriano del XII secolo;
- La Cronaca di Seert, di autore anonimo, attribuita al IX secolo;
- Gli Annali di Eutichio di Alessandria;
- La Cronografia di Elia di Nisibi;
- La quinta parte è consacrata alle biografie dei catholicoi e patriarchi della Chiesa nestoriana fino a Yab-Alaha III bar Turkaye, morto nel 1317.

Quest'ultima parte è stata pubblicata, in edizione bilingue araba e latina, dal gesuita Enrico Gismondi alla fine dell'Ottocento con il titolo De patriarchis nestorianorum commentaria.